# M/S Urd
M/S Urd är ett RoPax-fartyg som tidigare tillhörde Stena Line.
Beställd av Castello Shipping i Grekland som M/S Easy Rider. Charteruppdrag mellan 1981 och 1983 innan hon blir arresterad. Såld till Sealink 1985 och ombyggd 1987. I samband med detta nytt namn M/S Seafright Highway och därefter trafik på ett flertal linjer kring Storbritannien fram till 1988. Därefter ett antal ägarbyten och uppdrag innan hon byggds om till bil och passagerarfärja 1991 för DSB färjedivision och får namnet M/S Urd.
Därefter sattes hon in på linjen Århus-Kalundborg och 1997 följde hon med till det nybildade Scandlines. 1998 fick hon nytt maskineri och 2001 blev hon förlängd.
Mellan 1999 och 2017 användes hon för ett flertal kortare uppdrag främst på Östersjön och 2012 följde hon med i Stena Lines köp av Scandlines. Från 2017 till 2022 gick hon på linjen Travemünde - Liepaja och 2022 till 2023 på den nyöppnade linjen Nynäshamn - Hangö. I oktober 2023 nedlades den senare linjen och Urd fick kort därefter ett uppdrag för TT-Line som ersättningsfärja för den grundstötta Marco Polo. Från januari 2024 utchartrad med köpoption till Maritima Peregar, Spanien för trafik mellan Malaga och Tanger.
I mars 2024 såldes MS Urd till Sea Lines